# Ли Сегван
Ли Сегва́н (кор. 리세광, в русскояычных текстах встречается также написание Ри Се Гван; р. 21 января 1985) — гимнаст из КНДР, олимпийский чемпион 2016 года в опорном прыжке, чемпион мира, Азии и Азиатских игр.
Родился в 1985 году в провинции Хамгён-Намдо. В 2006 году завоевал золотую медаль Азиатских игр. В 2007 году стал обладателем бронзовой медали чемпионата мира. В 2012 году выиграл чемпионат Азии. В 2014 году завоевал золотую медаль чемпионата мира. В 2016 году на Олимпийских играх в Рио-де-Жанейро завоевал золото в опорном прыжке.